# Rinus VeeKay
Rinus van Kalmthout (Hoofddorp, 11 de septiembre de 2000), más conocido como Rinus VeeKay, es un piloto de automovilismo neerlandés. Ingresó al programa Road to Indy en 2017 y fue subcampeón de la Indy Lights en 2019, debutando en la IndyCar Series al año siguiente.

## Carrera deportiva

### Monoplazas
Rinus es hijo de Marijn van Kalmthout, piloto en su juventud. Tras su paso por el karting, debutó en monoplazas en 2016 en la V de V Challenge Monoplace de Francia, y ese año también corrió en MRF Challenge. Un año antes había realizado pruebas con un monoplaza de la serie más baja del Road to Indy, la U.S. F2000. En 2017 debutó en dicha categoría y, con tres victorias, VeeKay fue subcampeón detrás de Oliver Askew.
Ascendió a la Pro Mazda en 2018 con el equipo Juncos Racing. Ganó el campeonato con un total de siete triunfos en 16 competencias. Además, fue tercero en la temporada 2017-28 de MRF Challenge.
En la Indy Lights continuó con el equipo Juncos, pero nuevamente fue vencido por Oliver Askew. Ganó seis carreras y sumó 465 puntos, mientras que el estadounidense siete carreras y 486 puntos. Por otro lado, ganó el campeonato de invierno de la F3 Asiática de ese año.
El equipo Ed Carpenter Racing lo llamó para la temporada 2020 de IndyCar Series. En su segunda carrera fue quinto, repitió top 5 en Gateway y logró su primer podio en el circuito rutero de Indianapolis. Concluyó 14° en la temporada, logrando el título de Novato del Año.
En 2021, Veekay obtuvo su primera victoria en la IndyCar en el Gran Premio de Indianápolis del mes de mayo. En las primeras nueve fechas también logró un segundo lugar y un total de seis top 10 en ocho fechas. Sin embargo, se fracturó la clavícula izquierda al tener un accidente en bicicleta, perdiéndose la fecha de Road America. Volvió para las últimas siete fechas, pero tuvo tres retiros y ningún top 15, finalizando 12° en el clasificador general. En la temporada siguiente, logró una pole position y un podio en Alabama.

### Resistencia
En 2021, hizo su debut en la resistencia al competir en las 24 Horas de Daytona con DragonSpeed USA (LMP2), pero se retiró en las primeras horas de competencia. Al año siguiente repitió participación, pero esta vez con Racing Team Nederland. Junto a sus compañeros Frits van Eerd, Giedo van der Garde y Dylan Murry, finalizaron segundos en la misma vuelta que el ganador de la clase.

## Resumen de carrera
| Temporada | Categoría                                      | Equipo                | Carreras     | Victorias    | Poles        | VR           | Podios       | Puntos       | Pos.         |
| --------- | ---------------------------------------------- | --------------------- | ------------ | ------------ | ------------ | ------------ | ------------ | ------------ | ------------ |
| 2016      | V de V Challenge Monoplace                     | MP Motorsport         | 6            | 0            | 1            | 1            | 4            | 0            | NC†          |
| 2016-17   | MRF Challenge Formula 2000                     | —                     | 12           | 0            | 0            | 0            | 0            | 58           | 10.º         |
| 2017      | Campeonato Nacional U.S. F2000                 | Pabst Racing Services | 14           | 3            | 1            | 3            | 12           | 344          | 2.º          |
| 2017      | BOSS GP Series - Clase Abierta                 | Mansell Motorsport    | 6            | 2            | 1            | 1            | 5            | 116          | 2.º          |
| 2017-18   | MRF Challenge Formula 2000                     | —                     | 16           | 3            | 2            | 7            | 11           | 245          | 3.º          |
| 2018      | Pro Mazda Championship                         | Juncos Racing         | 16           | 7            | 6            | 3            | 10           | 412          | 1.º          |
| 2018      | BOSS GP Series - Clase Abierta                 | Mansell Motorsport    | 2            | 0            | 0            | 0            | 1            | 22           | 5.º          |
| 2019      | Indy Lights                                    | Juncos Racing         | 18           | 6            | 7            | 6            | 14           | 465          | 2.º          |
| 2019      | Campeonato Asiático de F3 - Series de Invierno | Dragon Hitech GP      | 9            | 4            | 2            | 4            | 8            | 184          | 1.º          |
| 2020      | IndyCar Series                                 | Ed Carpenter Racing   | 14           | 0            | 1            | 1            | 1            | 289          | 14.º         |
| 2021      | IndyCar Series                                 | Ed Carpenter Racing   | 15           | 1            | 0            | 1            | 2            | 308          | 12.º         |
| 2021      | WeatherTech SportsCar Championship - LMP2      | DragonSpeed USA       | 1            | 0            | 0            | 0            | 0            | 0            | NC           |
| 2022      | IndyCar Series                                 | Ed Carpenter Racing   | 17           | 0            | 1            | 0            | 1            | 331          | 12.º         |
| 2022      | WeatherTech SportsCar Championship - LMP2      | Racing Team Nederland | 1            | 0            | 0            | 0            | 1            | 0            | NC           |
| 2023      | IndyCar Series                                 | Ed Carpenter Racing   | 17           | 0            | 0            | 0            | 0            | 277          | 14.º         |
| 2024      | IndyCar Series                                 | Ed Carpenter Racing   | 17           | 0            | 0            | 0            | 0            | 300          | 13.º         |
| 2025      | IndyCar Series                                 | Dale Coyne Racing     | Disputándose | Disputándose | Disputándose | Disputándose | Disputándose | Disputándose | Disputándose |
| Fuente:   |                                                |                       |              |              |              |              |              |              |              |

- † Como VeeKay fue piloto invitado, no fue habilitado para sumar puntos.

## Resultados

### IndyCar Series
(Clave) (negrita indica pole position) (cursiva indica vuelta rápida)

| Año     | Escudería           | Motor     | 1      | 2       | 3      | 4      | 5      | 6       | 7       | 8      | 9      | 10     | 11     | 12     | 13     | 14     | 15     | 16     | 17     | 18     | Pos. | Puntos |
| ------- | ------------------- | --------- | ------ | ------- | ------ | ------ | ------ | ------- | ------- | ------ | ------ | ------ | ------ | ------ | ------ | ------ | ------ | ------ | ------ | ------ | ---- | ------ |
| 2020    | Ed Carpenter Racing | Chevrolet | TXS 22 | IMS 5   | ROA 13 | ROA 14 | IOW 20 | IOW 17  | INDY 20 | GTW 6  | GTW 4  | MDO 8  | MDO 11 | IMS 3  | IMS 17 | STP 15 |        |        |        |        | 14.º | 289    |
| 2021    | Ed Carpenter Racing | Chevrolet | ALA 6  | STP 9   | TXS 20 | TXS 9  | IMS 1  | INDY 8  | DET 2   | DET 18 | ROA    | MDO 16 | NSH 24 | IMS 24 | GTW 21 | POR 17 | LAG 18 | LBH 25 |        |        | 12.º | 308    |
| 2022    | Ed Carpenter Racing | Chevrolet | STP 6  | TXS 10  | LBH 13 | ALA 3  | IMS 24 | INDY 33 | DET 16  | ROA 17 | MDO 4  | TOR 13 | IOW 4  | IOW 19 | IMS 6  | NSH 12 | GTW 26 | POR 20 | LAG 14 |        | 12.º | 331    |
| 2023    | Ed Carpenter Racing | Chevrolet | STP 21 | TXS 11  | LBH 26 | ALA 16 | IMS 13 | INDY 10 | DET 18  | ROA 12 | MDO 15 | TOR 13 | IOW 17 | IOW 18 | NSH 14 | IMS 11 | GAT 11 | POR 6  | LAG 18 |        | 14.º | 277    |
| 2024    | Ed Carpenter Racing | Chevrolet | STP 8  | THE DNQ | LBH 14 | ALA 17 | IGP 26 | INDY 9  | DET 14  | ROA 24 | LAG 26 | MDO 19 | IOW 5  | IOW 9  | TOR 8  | GAT 10 | POR 11 | MIL 14 | MIL 7  | NSH 12 | 13.º | 300    |
| 2025*   | Dale Coyne Racing   | Honda     | STP 9  | THE 17  | LBH 19 | ALA 4  | IGP 9  | INDY 27 | DET 27  | GAT 7  | ROA 10 | MDO 9  | IOW 16 | IOW 12 | TOR 2  | LAG 23 | POR 17 | MIL    | NSH    |        | 12.º | 272    |
| Fuente: |                     |           |        |         |        |        |        |         |         |        |        |        |        |        |        |        |        |        |        |        |      |        |

- * Temporada en progreso.